# Gasim bey Zakir
Gasim bey Zakir, (in azero: Qasım bəy Zakir) (Şuşa, 1784 – Şuşa, 1857), è stato un poeta azero.

## Biografia
Gasim bey Zakir nacque a Şuşa (oggi città della repubblica del Nagorno Karabakh, in Armenia) nel 1784. Apparteneva al clan Javanshir, molto noto nel Karabakh. Il suo bisnonno Kazim Agha Khan era il fratello di Panah Khan, fondatore della città di Shusha. Zakir che ha ricevuto la sua istruzione primaria in Mollakhana a Shusha e imparò l’arabo ed il persiano.
La conoscenza di queste lingue gli permisero di conoscere le opere di famosi maestri del Medio Oriente come Ferdowsi, Neẓāmi-ye Ganjavī, Sadi, Hafiz. L'adolescenza e la gioventù del poeta coincisero con il periodo degli eventi politici e militari in Karabakh. L’attacco di Gajar a Shusha, Karabakh, nel 1795, la difesa della città da parte della popolazione, due anni dopo l'assassinio di Gajar a Şuşa, l’uccisione del poeta Molla Panah Vagif insieme con il suo figlio nella pianura Jidir, la brutale uccisione di Ibrahim Khan a Karabagh all'inizio del XIX secolo ecc. furono gli eventi occorsi durante la sua adolescenza e i primi anni della gioventù.
Queste vicende influenzarono la formazione della sua visione del mondo. Dopo che il khanato di Karabakh entrò nella gestione della Russia, Zakir si unì ai gruppi di cavalieri volontari caucasici musulmani dell’esercito imperiale e prese parte nelle guerre tra la Russia e l’Iran negli anni 1806-1813, 1826-1828. Lui faceva parte di un gruppo, guidato da Abbas Mirza che combatteva contro le truppe iraniane, e ricevette una medaglia d'argento per l'eccellenza nel 1828. Il figlio di Zakir morì di malattia nel 1829; questo rattristò profondamente il poeta e in una sua poesia Zakir descrisse le sofferenze causate dalla morte di suo figlio. 
Nel 1830 Zakir andò a Balakən insieme alle forze volontarie di polizia e prese parte nella soppressione delle rivolte a Jar. Nella lettera di nome Il preludio di Jar che mandò al suo amico Baba bey Shakir, lodò la bravura dei cavalieri di Karabakh. Gasim bey Zakir negli ultimi anni di vita visse in difficoltà e bisogno finanziario. Morì nel 1857 a Shusha e fu sepolto nel cimitero Mirza Hasan.

## L’attività letteraria
Le satire di Zakir sono principalmente scritte contro i governanti di zar e le leggi ed i regolamenti coloniali di zarismo. Nella satira di Zakir la critica più severa è quella fatta a coloro che calpestano i diritti dei deboli e degli incapaci. Smascheramento, aspre critiche e risate sarcastiche sono delle caratteristiche principali delle satire di Zakir. Non si limita semplicemente a descrivere gli svantaggi sociali ma allo stesso tempo mostra il suo atteggiamento critico, l'odio e la rabbia nei loro confronti.
Nella sua creatività letteraria anche i racconti poetici e le favole hanno un ruolo importante. Nizami, Fuzûlî e molti altri classici dell’Azerbaigian hanno scritto la gran parte di loro versi in conformità con le esigenze della vita moderna.
Nei racconti dei classici sono illustrati alcuni eventi, gli umani reali, le idee d'avanguardia. Le stesse caratteristiche ci sono anche nelle storie in versi di Zakir. Lui ha dei racconti in versi come Malikzadeh e Shakhsenem, Əmirzadə, amata e giovane, Preparazione di cibo dell'amato, Sull'amato ed amata, Zovci-akhar, Aquila e messaggero, Cammello perso, Dervish e la ragazza, Dervish impudente, Gasi immorale, scritti sui vari argomenti.
Nei racconti in versi di Zakir l’amore è descritto come un sentimento alto e nobile dell’uomo. La fedeltà, la perseveranza, la lealtà, la resilienza in amore, sono il contenuto principale di alcune di queste storie.
Nella creazione realista di Zakir le favole hanno eccezionale importanza. Nelle sue Opere sono state pubblicate sei favole intitolate Il leone, il lupo e lo sciacallo, Il cammello e l'asino, La volpe e il lupo, Gli amici traditori (Serpente, Cammello, Tartaruga), La volpe e il leone, Sugli amici fedeli (Tartaruga, Corvo, roditore, gazzella).
Zakir per scrivere le sue favole prima di tutto si è rivolto alle favole comuni popolari ed al famoso monumento letterario indiano Kalila e Dimna, nonché alle favole classiche, le favole di Nizami, Jalal al-Din Rumi, Fizuli.
Zakir scrisse le sue favole in accordo con le esigenze della vita moderna, le nuove condizioni storiche. L'idea in queste opere era in armonia con l’epoca del poeta. Lui da un lato, fa suggerimenti agli eventi sociali e politici della sua epoca e parla contro l'oppressione, d'altra parte consiglia ai giovani di avere la lealtà, la devozione, il coraggio ecc.